# Albert Denisse
Albert Denisse (1868-1946) dit Pabert, témoin des 3 guerres franco-allemandes, brasseur de son métier, est l'auteur d'un carnet de guerre entre 1914 et 1918. Il décrit la vie quotidienne du village d'Étreux dans l'Aisne. Son témoignage constitue une source pour l'histoire civile de la France occupée de la Grande Guerre et d'une période charnière de l'histoire de la brasserie française.

## Biographie

### Le cadet de huit enfants
Albert Denisse est le dernier enfant d'une fratrie de huit et d’une famille d'origine notable, de négociants et de militaires établie au Cateau-Cambrésis dans le Nord de la France. La famille Denisse est marquée par la guerre franco-prussienne de 1870 et les décès de maladie de la mère et d'une sœur de Pabert pendant l’occupation prussienne. Cette épreuve familiale a un impact sur le choix de Pabert d’envoyer ses deux enfants Thérèse et Pierre dans le Sud de la France dès l’annonce de l’avancée de l’armée allemande en août 1914.  
Albert suit la double tradition familiale : il est officier et, diplômé de l’École supérieure de commerce de Paris en 1885, il obtient le Prix décerné par le ministre du Commerce et le premier prix de comptabilité.
À son retour d’un dernier long voyage en Amérique, en 1898, il épouse Obéline Mahieux (1874-1929), issue d’une famille de pharmaciens et de brasseurs. Ils ont deux enfants. Il aura notamment pour neveux Wilfried Ernest Mahieux, directeur de l'École Polytechnique, et Paul Maurice Dénisse, directeur de la Compagnie Franco-Asiatique des Pétroles et juge consulaire. Pabert est le grand-oncle par alliance de Sylvain Tesson.

### Voyageur-négociant à la fin duXIXesiècle
Le jeune Albert parcourt le monde pendant 10 ans, entre 1887 et 1898. Il voyage en Europe, travaille en Scandinavie, apprend l’anglais et l’allemand, et poursuit la création d’un négoce de vins et spiritueux qu’il souhaite étendre en Amérique. Pabert est enregistré à 4 passages sur Ellis Island en 1893, 1895, 1896 et 1897, il prospecte des marchés potentiels et parcourt le Canada en 1893 et le Mexique en 1896.

### La révolte de Port au Prince de 1893
Pabert part pour les Amériques en 1893 à bord du Oranje Nassau, un bateau à vapeur sous pavillon néerlandais. Le bateau arrive à Haïti, sans doute détourné pour des raisons météorologiques, en pleine révolte. Les passagers européens sont retenus en otages. Albert Denisse participe aux négociations, et les passagers peuvent reprendre leur chemin vers New York en novembre. Cette participation à la révolte haïtienne lui vaut la mention de « sympathisant révolutionnaire » sur sa fiche d'entrée aux États-Unis, transformée dans les années 1920 par les services de l’émigration américaine. À Ellis Island, il est inscrit comme arrivant de Brest sur la liste des migrants « chinois » en 1897.   
Albert Denisse est témoin de l’importante évolution du commerce intercontinental, bénéficiant de l'utilisation accrue de la vapeur. À son retour des Amériques, il relance la brasserie d'Etreux et y associe un commerce de grain. Il utilise un houblon américain et une installation moderne. Père de deux enfants nés en 1900 et 1905, il s’installe définitivement à Etreux dont il est premier-adjoint au maire en 1904 et vice-président de la Société de solidarité.

## Un journal, témoignage majeur de l'Occupation de la France pendant la Grande Guerre

### Une source inédite
Pabert est connu pour son journal qui témoigne de l’occupation allemande de 1914 à 1918. Il décrit le quotidien d’Étreux, village occupé et proche du front, du côté allemand, et la lutte entre brasseurs pour conserver leurs brasseries. Son récit narre plus de 1 200 journées, brossant le portrait quotidien d’une communauté pendant la Grande Guerre. 
Trois types de sources témoignent de la vie quotidienne de l'Occupation des territoires français par l'Allemagne pendant la Première Guerre mondiale. Peu de témoignages civils commencent dès les premiers jours de la guerre, personne n’ayant anticipé une guerre aussi longue et aussi violente. Les particuliers ont conservé peu de souvenirs écrits de l’occupation. Ils ont généralement archivé tout ce qui pouvait leur permettre d'obtenir d’éventuels dédommagements (pendant ou après la guerre), comme les bons de réquisitions et les billets de ville. Les dossiers de dommages de guerre regorgent de liasses de coupons en tout genre, et constituent les archives écrites volontairement conservées par la population entre 1914 et 1918. 
L’autre type de document fort abondant est l’avis, l’affiche, édités par l’occupant. Ils ont été parfois compilés par l’autorité allemande elle-même, afin de gérer au mieux les nouveaux « contribuables » français. Ces sommes de documents abandonnées dans les Kommandantur allemandes constituent de précieux renseignements sur les activités de la population et de l'occupation. Des affiches placardées sont aussi sélectionnées, reproduites et diffusées par les Forces Alliées afin de montrer la barbarie de l'occupation des territoires par l'armée allemande. La population conserve également les affiches les plus dures. 
Seuls les Occupants ont la possibilité de prendre des photos. Elles sont rares dans les archives civiles françaises ; elles sont, pour l’essentiel, conservées en Allemagne. Le matériel photographique est confisqué. La population civile dispose de quelques appareils alloués à chaque Kommandantur afin de saisir les portraits nécessaires aux nouvelles cartes d’identité imposées par l’occupant. 
Les documents civils se voulant des témoignages directs, contemporains des faits, sont rares. L'essentiel des écrits viennent de soldats les ayant rédigés après la guerre. Ces récits sont imprégnés de l’ambiance d’après-guerre : l’ivresse de la victoire et la rancœur antiallemande, nationaliste ou pacifiste.

### Une source familiale
Pabert prend des notes sur des cahiers usagés ; sur la fin inutilisée des cahiers scolaires des enfants ou des livres de comptes. La calligraphie est étriquée et le papier de toutes origines. L'occupation s’éternisant, Pabert économise l’espace. L’écriture se resserre encore, les majuscules disparaissent, la ponctuation s’efface et les abréviations se généralisent. Certains commentaires sont superposés sur d’autres, sur d’anciennes factures, des bouts de papier journal… C’est peut-être cet aspect brouillon qui explique que personne n’ait relu ces notes pendant près d’un siècle.
Albert Denisse écrit pour sa famille. Il note l’ensemble des événements qui pourraient avoir un intérêt pour son entourage en exil. Il témoigne de l’absurdité de la situation et des réactions peu honorables de ses concitoyens. Son recueil est un réquisitoire contre son grand rival, M. Cuvelier, maire et délégué du rationnement auprès de la Kommandantur d’Étreux.   
Le sort de ses enfants et de sa femme est sa principale préoccupation. Partis dans la précipitation pour la France libre, les siens sont soutenus par ses amis. Pabert est discret sur les moyens de subsistance dont disposent les exilés. On peut s'interroger sur sa connaissance de la situation dans laquelle se trouvent ses proches et un éventuel sentiment de culpabilité lié à l’éloignement et à l’impossibilité d’être du moindre secours. C'est de cette absence que naît son besoin d’écrire, fruit des circonstances. Il cherche à informer sa famille de la situation sur place. Il bénéficie de bonnes conditions pour prendre des notes, étant rarement contraint de quitter son domicile. Son style est très simple, peut-être parce qu’il s’adresse à des enfants dont Thérèse, la plus jeune, n’a que dix ans. Il n’écrit donc pas dans un souci de servir l’Histoire mais laisse un témoignage brut et vivant de ses conditions de vie sous l'occupation, dans un document, qui est un rare témoignage des conditions de vie à cette époque troublée. Ses écrits, conséquents par leur taille, doivent être lus comme un rare témoignage civil de cette époque privilégiant le quotidien aux grands événements de la guerre.

### Une source codée
Il écrit aussi par souci d’exactitude. Il ne veut pas que le temps et la rancune déforment la vérité. Il note rapidement les faits et ses sentiments. Il tient à faire vivre sa guerre au jour le jour, avec ce qu'elle comporte d’événements imprévus affectant son moral. Relater les faits et gestes de son entourage et toute l'activité militaire de la Kommandantur est risqué, surtout lorsque l’on ne veut rien omettre. Pabert doit donc se méfier de tous et cache ses cahiers à l’occupant et encore davantage à ses familiers. Il prend la précaution d'utiliser un code sténographique pour parler de faits sensibles.

### Une histoire civile des territoires occupés de la France durant la Grande Guerre
Méconnue, l’expérience des civils en zone occupée fut sans doute aussi traumatisante que l’épreuve du feu pour les combattants. Le texte de Pabert témoigne des évolutions psychologiques de la population, et de l'installation progressive d'une sorte de « psychose » résultant d’une longue période de souffrance, de stress, de disette, d’isolement, d’humiliation, et du climat morbide de l’occupation.
Les notes de Pabert peuvent permettre de comprendre une partie de la vie quotidienne pendant la Grande Guerre. Les événements militaires y tiennent une place secondaire, fond sonore à un drame que jouent des villageois et l’occupant. Toutefois la guerre est présente, car c’est l’unique espoir de délivrance auquel tous se raccrochent. La « danse », le bruit continuel et lointain du canon, rassure, car plus au Sud, tous les jours, par tous les temps, les armées alliées, française et anglaise, se battent pour les délivrer. Mais n’arriveront ils pas trop tard ? note Pabert. Alors en attendant que le fracas des bombes se rapproche et porte l’inespéré retour à « l’ordre immuable des champs », il faut survivre, sauver ce qui reste de biens et de dignité. Chacun choisit ses moyens. La guerre transforme peu à peu les femmes et les hommes. Pabert nous présente un huis-clos violent. C’est la guerre telle qu’il l’a vécue : impitoyable, interminable, sourde à la souffrance et donnant à chacun les moyens de révéler sa personnalité, sa bravoure, sa haine, sa ruse ou sa folie. La mort touche 17 de ses proches et Pabert montre la violence, la difficulté et la morbidité de l'occupation du Nord de la France pendant la Grande Guerre. Son témoignage montre également ce que la survie des territoires occupés doit aux femmes. La majorité des livres d’Histoire met l'accent sur le régime militaire, la barbarie du quotidien, les relations entre femmes et occupants et la gestion administrative, par les maires, des territoires occupés. Ils ont tendance à réduire la population à de passives logeuses en quête de nouvelles, de sécurité et de ravitaillement… Le journal de Pabert rend justice à celles qui ne portaient ni uniforme, ni canon, ni mandat et qui permirent aux territoires occupés de tenir bon,.
Albert Denisse, brasseur d’un bourg rural de l'Aisne, livre sa vision de la survie des populations des zones occupées de la Grande Guerre, sans la prétention d’un écrivain, mais pour que ses enfants sachent et que ni le temps ni la rancune ne jettent un voile d'oubli sur les quatre plus longues années de sa vie. La Grande Guerre héroïque que se livraient les soldats et qui demeure dans les livres d’Histoire ne doit pas effacer celle, quotidienne, sans trêve ni relève, qu'il vécut : sa guerre.
Le journal de Pabert est déposé sous microfilm aux archives départementales de l'Aisne et édité en 2020.